# José Francisco Molina
José Francisco Molina Jiménez, conhecido como Molina (Valência, 8 de agosto de 1970) é um ex-futebolista profissional e treinador espanhol. Jogava como goleiro. Anteriormente, treina o Villareal CF da Primeira Divisão da Espanha.

## Carreira
Molina representou a Seleção Espanhola de Futebol na Eurocopa de 1996 e 2000.

## Títulos
Atlético Madrid
- Campeonato Espanhol: 1995–96
- Copa do Rei: 1995–96

Deportivo La Coruña
- Copa do Rei: 2001–02
- Supercopa da Espanha: 2000, 2002